# Crucifix peint (Segna di Bonaventura, Arezzo)
Pour les articles homonymes, voir Crucifix peint (Segna di Bonaventura).
Le Crucifix d'Arezzo de Segna di Bonaventura  est une croix peinte en  tempera sur bois réalisée par Segna di Bonaventura entre 1310 et 1315   exposée dans l'église Sante Flora et Lucilla d'Arezzo.

## Description
Il s'agit d'une représentation du Christus patiens, le Christ souffrant et résigné de facture byzantine.
Seulement deux figures saintes accompagnent le Christ en croix : Marie et Jean, chacun dans les tabelloni de gauche et de droite du patibulum.
Un Christ bénissant surmonte le tout en clipeus à huit pointes.